# Henrik II, hertig av Nemours

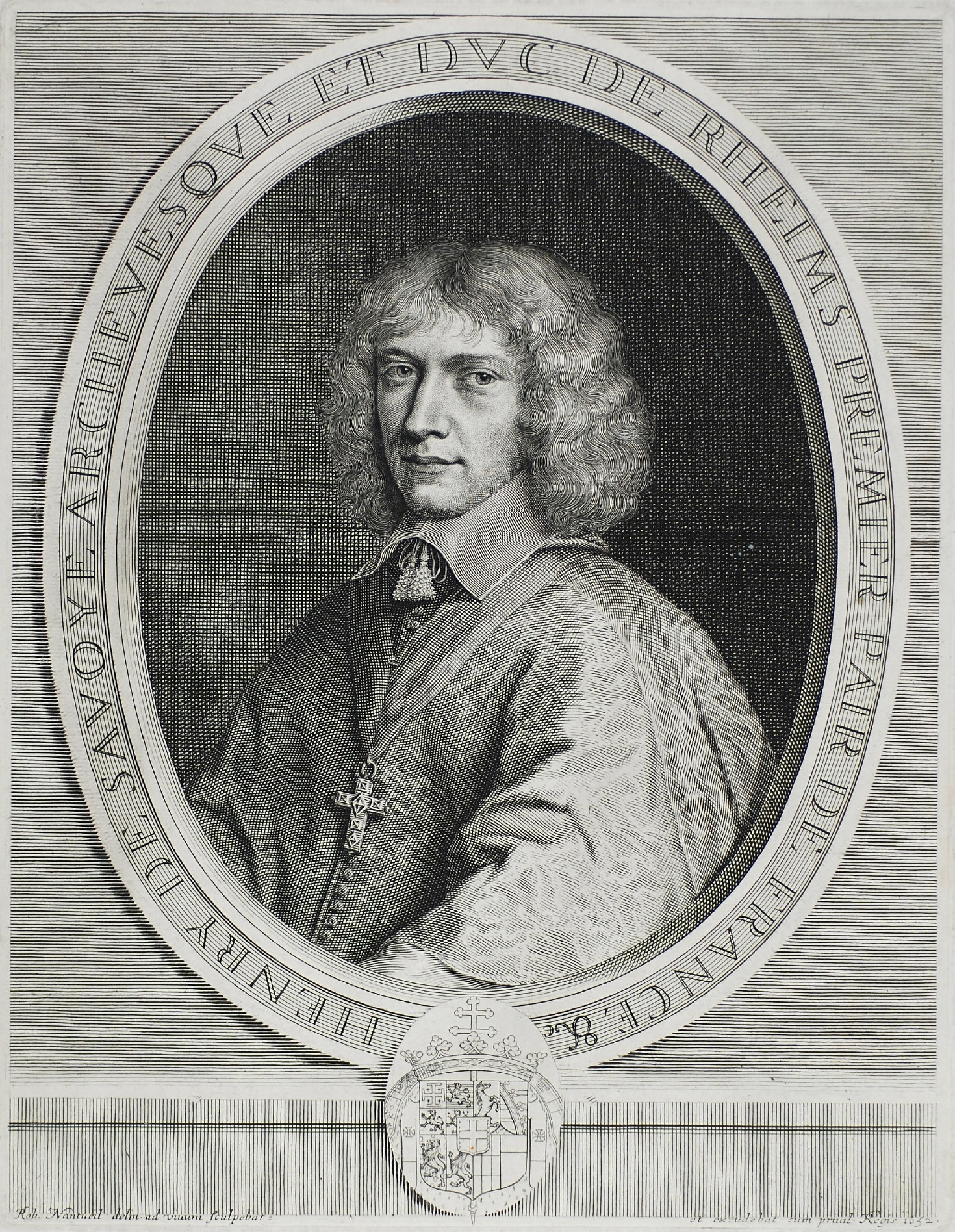
Porträtt av Henrik II, 7:e hertig av Nemours av Robert Nanteuil, 1652

Henrik av Savojen, född 7 november 1625 i Paris, död 4 januari 1659 i Paris, var den sjunde hertigen av Nemours (1652-59) samt greve av Genève.
Henrik var den fjärde hertigen av Nemours tredje son och förväntades därför inte ärva hertigdömet, varför han gick med i prästerskapet. År 1651 hade han hunnit bli ärkebiskop av Reims. När hans båda äldre bröder, Ludvig och Karl, dog utan manliga arvtagare gav han upp sin karriär inom religionen och blev Hertig av Nemours år 1652. Han gifte sig med Maria av Orleans (dotter till Henrik av Orleans, hertig av Longueville and Lovisa av Bourbon) år 1657, men dog två år senare utan några barn. Titeln Hertig av Nemours gick då tillbaka till kronan, och titeln greve av Genève ärvdes av hans brorsdotter, Maria av Savojen.